# Wereldkampioenschap voetbal onder 20 - 1987
Het zesde wereldkampioenschap voetbal onder 20 werd gehouden in Chili van 10 tot en met 25 oktober 1987. Het toernooi werd voor de eerste keer gewonnen door Joegoslavië. In de finale werd het 1–1 tegen West-Duitsland, maar Joegoslavië won na strafschoppen. Oost-Duitsland (DDR) werd derde.

## Deelnemers
Er deden zestien teams uit zes confederaties mee. Teams konden zich kwalificeren via een jeugdtoernooi dat binnen elke confederatie georganiseerd werd.
| Confederatie                                   | Kwalificatietoernooi                                                                         | Gekwalificeerde landen                                                               |
| ---------------------------------------------- | -------------------------------------------------------------------------------------------- | ------------------------------------------------------------------------------------ |
| AFC (Azië)                                     | Aziatisch kampioenschap voetbal onder 19 - 1986 Saoedi-Arabië, 1–10 december 1986            | Saoedi-Arabië Bahrein                                                                |
| CAF (Afrika)                                   | Afrikaans kampioenschap voetbal onder 21 - 1987 14 juni 1986 – 18 april 1987                 | Nigeria Togo                                                                         |
| CONCACAF (Noord, Centraal-Amerika & Caribbean) | CONCACAF-kampioenschap voetbal onder 20 - 1986 Trinidad en Tobago, 16–31 augustus 1986       | Canada Verenigde Staten                                                              |
| CONMEBOL (Zuid-Amerika)                        | Zuid-Amerikaans kampioenschap voetbal onder 20 - 1987 Colombia, 23 januari – 8 februari 1987 | Brazilië Colombia                                                                    |
| OFC (Oceanië)                                  | Oceanisch kampioenschap voetbal onder 20 - 1986 Nieuw-Zeeland, 17–26 oktober 1986            | Australië                                                                            |
| UEFA (Europa)                                  | Europees kampioenschap voetbal onder 18 - 1986 Joegoslavië, 11–15 oktober 1986               | Bulgarije Duitse Democratische Republiek Italië Schotland West-Duitsland Joegoslavië |
| Gastland                                       | Gastland                                                                                     | Chili                                                                                |

## Stadions
| Santiago                                     | · Santiago Concepción Valparaíso Antofagasta | Concepción                           |
| Estadio Nacional de Chile Capaciteit: 70.000 | · Santiago Concepción Valparaíso Antofagasta | Estadio Municipal Capaciteit: 35.000 |
|                                              | · Santiago Concepción Valparaíso Antofagasta |                                      |
| Valparaíso                                   | · Santiago Concepción Valparaíso Antofagasta | Antofagasta                          |
| Estadio Playa Ancha Capaciteit: 19.000       | · Santiago Concepción Valparaíso Antofagasta | Estadio Regional Capaciteit: 21.000  |
|                                              | · Santiago Concepción Valparaíso Antofagasta |                                      |

## Groepsfase

### Groep A
| Team        | Ptn | Wed | W | G | V | DV | DT | DS | Resultaat           |
| ----------- | --- | --- | - | - | - | -- | -- | -- | ------------------- |
| Joegoslavië | 6   | 3   | 3 | 0 | 0 | 12 | 3  | +9 | Naar de kwartfinale |
| Chili       | 4   | 3   | 2 | 0 | 1 | 7  | 4  | +3 | Naar de kwartfinale |
| Australië   | 2   | 3   | 1 | 0 | 2 | 2  | 6  | –4 |                     |
| Togo        | 0   | 3   | 0 | 0 | 3 | 1  | 9  | –8 |                     |

|                       |                    |     |                                     |                                                                                           |
| 10 oktober 1987 17:00 | Chili              | 2–4 | Joegoslavië                         | Estadio Nacional, Santiago Toeschouwers: 67.000 Scheidsrechter: Juan Carlos Loustau (ARG) |
| 10 oktober 1987 17:00 | Tudor 17' Pino 67' |     | Boban 14' Štimac 19' Šuker 61', 63' | Estadio Nacional, Santiago Toeschouwers: 67.000 Scheidsrechter: Juan Carlos Loustau (ARG) |

|                       |      |                         |           |                                                                                         |
| 11 oktober 1987 17:00 | Togo | 0–2                     | Australië | Estadio Nacional, Santiago Toeschouwers: 15.000 Scheidsrechter: Abdullah Al Nasir (KSA) |
| 11 oktober 1987 17:00 |      | Edwards 7' Reynolds 13' |           | Estadio Nacional, Santiago Toeschouwers: 15.000 Scheidsrechter: Abdullah Al Nasir (KSA) |

|                       |                               |     |      |                                                                                     |
| 13 oktober 1987 17:00 | Chili                         | 3–0 | Togo | Estadio Nacional, Santiago Toeschouwers: 60.000 Scheidsrechter: Vincent Mauro (USA) |
| 13 oktober 1987 17:00 | Pino 8' (pen.) Tudor 32', 75' |     |      | Estadio Nacional, Santiago Toeschouwers: 60.000 Scheidsrechter: Vincent Mauro (USA) |

|                       |                                     |     |           |                                                                                      |
| 14 oktober 1987 17:00 | Joegoslavië                         | 4–0 | Australië | Estadio Nacional, Santiago Toeschouwers: 20.000 Scheidsrechter: Mohamed Hansal (ALG) |
| 14 oktober 1987 17:00 | Brnović 7' Šuker 22', 71' Boban 67' |     |           | Estadio Nacional, Santiago Toeschouwers: 20.000 Scheidsrechter: Mohamed Hansal (ALG) |

|                       |               |     |           |                                                                                              |
| 17 oktober 1987 17:00 | Chili         | 2–0 | Australië | Estadio Nacional, Santiago Toeschouwers: 75.000 Scheidsrechter: Emilio Soriano Aladrén (ESP) |
| 17 oktober 1987 17:00 | Pino 22', 52' |     |           | Estadio Nacional, Santiago Toeschouwers: 75.000 Scheidsrechter: Emilio Soriano Aladrén (ESP) |

|                       |                                                   |     |         |                                                                                    |
| 18 oktober 1987 17:00 | Joegoslavië                                       | 4–1 | Togo    | Estadio Nacional, Santiago Toeschouwers: 12.000 Scheidsrechter: Rune Larsson (SWE) |
| 18 oktober 1987 17:00 | Mijatović 20', 33' Zirojević 53' Šuker 84' (pen.) |     | Ali 75' | Estadio Nacional, Santiago Toeschouwers: 12.000 Scheidsrechter: Rune Larsson (SWE) |

### Groep B
| Team     | Ptn | Wed | W | G | V | DV | DT | DS | Resultaat           |
| -------- | --- | --- | - | - | - | -- | -- | -- | ------------------- |
| Italië   | 5   | 3   | 2 | 1 | 0 | 5  | 2  | +3 | Naar de kwartfinale |
| Brazilië | 4   | 3   | 2 | 0 | 1 | 5  | 1  | +4 | Naar de kwartfinale |
| Canada   | 2   | 3   | 0 | 2 | 1 | 4  | 5  | –1 |                     |
| Nigeria  | 1   | 3   | 0 | 1 | 2 | 2  | 8  | –6 |                     |

|                       |                                                    |     |         |                                                                                     |
| 11 oktober 1987 17:00 | Brazilië                                           | 4–0 | Nigeria | Estadio Municipal, Concepción Toeschouwers: 27.000 Scheidsrechter: Allan Gunn (ENG) |
| 11 oktober 1987 17:00 | Alcindo 20' André Cruz 29' William 35', 62' (pen.) |     |         | Estadio Municipal, Concepción Toeschouwers: 27.000 Scheidsrechter: Allan Gunn (ENG) |

|                       |                                  |     |                       |                                                                                                |
| 12 oktober 1987 17:00 | Italië                           | 2–2 | Canada                | Estadio Municipal, Concepción Toeschouwers: 13.500 Scheidsrechter: Enrique Labo Revoredo (PER) |
| 12 oktober 1987 17:00 | Impallomeni 50' (pen.) Melli 82' |     | Grimes 9' Mobilio 44' | Estadio Municipal, Concepción Toeschouwers: 13.500 Scheidsrechter: Enrique Labo Revoredo (PER) |

|                       |          |             |        |                                                                                                 |
| 14 oktober 1987 17:00 | Brazilië | 0–1         | Italië | Estadio Municipal, Concepción Toeschouwers: 18.000 Scheidsrechter: Rodolfo Martínez Mejía (HON) |
| 14 oktober 1987 17:00 |          | Rizzolo 60' |        | Estadio Municipal, Concepción Toeschouwers: 18.000 Scheidsrechter: Rodolfo Martínez Mejía (HON) |

|                       |                     |     |                         |                                                                                               |
| 15 oktober 1987 17:00 | Nigeria             | 2–2 | Canada                  | Estadio Municipal, Concepción Toeschouwers: 5.000 Scheidsrechter: Soetoyo Hartasardjono (IDN) |
| 15 oktober 1987 17:00 | Effa 5' Adekola 44' |     | Jansen 6' Domezetis 88' | Estadio Municipal, Concepción Toeschouwers: 5.000 Scheidsrechter: Soetoyo Hartasardjono (IDN) |

|                       |                |     |        |                                                                                             |
| 17 oktober 1987 17:00 | Brazilië       | 1–0 | Canada | Estadio Municipal, Concepción Toeschouwers: 8.000 Scheidsrechter: Octavio Sierra Mesa (COL) |
| 17 oktober 1987 17:00 | André Cruz 82' |     |        | Estadio Municipal, Concepción Toeschouwers: 8.000 Scheidsrechter: Octavio Sierra Mesa (COL) |

|                       |         |                       |        |                                                                                           |
| 18 oktober 1987 17:00 | Nigeria | 0–2                   | Italië | Estadio Municipal, Concepción Toeschouwers: 9.000 Scheidsrechter: Guenther Abermann (DDR) |
| 18 oktober 1987 17:00 |         | Carrara 23' Melli 24' |        | Estadio Municipal, Concepción Toeschouwers: 9.000 Scheidsrechter: Guenther Abermann (DDR) |

### Groep C
| Team                           | Ptn | Wed | W | G | V | DV | DT | DS | Resultaat           |
| ------------------------------ | --- | --- | - | - | - | -- | -- | -- | ------------------- |
| Duitse Democratische Republiek | 4   | 3   | 2 | 0 | 1 | 6  | 3  | +3 | Naar de kwartfinale |
| Schotland                      | 4   | 3   | 1 | 2 | 0 | 5  | 4  | +1 | Naar de kwartfinale |
| Colombia                       | 3   | 3   | 1 | 1 | 1 | 4  | 5  | –1 |                     |
| Bahrein                        | 1   | 3   | 0 | 1 | 2 | 1  | 4  | –3 |                     |

|                       |                                |     |                              |                                                                                           |
| 11 oktober 1987 17:00 | Duitse Democratische Republiek | 1–2 | Schotland                    | Estadio Playa Ancha, Valparaíso Toeschouwers: 10.000 Scheidsrechter: Arnaldo Coelho (BRA) |
| 11 oktober 1987 17:00 | Prasse 32'                     |     | McLeod 30' (pen.) Butler 36' | Estadio Playa Ancha, Valparaíso Toeschouwers: 10.000 Scheidsrechter: Arnaldo Coelho (BRA) |

|                       |             |     |         |                                                                                           |
| 12 oktober 1987 17:00 | Colombia    | 1–0 | Bahrein | Estadio Playa Ancha, Valparaíso Toeschouwers: 5.000 Scheidsrechter: John B. Meachin (CAN) |
| 12 oktober 1987 17:00 | Tréllez 10' |     |         | Estadio Playa Ancha, Valparaíso Toeschouwers: 5.000 Scheidsrechter: John B. Meachin (CAN) |

|                       |                                |     |                    |                                                                                        |
| 14 oktober 1987 17:00 | Duitse Democratische Republiek | 3–1 | Colombia           | Estadio Playa Ancha, Valparaíso Toeschouwers: 4.000 Scheidsrechter: Rune Larsson (SWE) |
| 14 oktober 1987 17:00 | Sammer 9', 30', 70'            |     | Tréllez 90' (pen.) | Estadio Playa Ancha, Valparaíso Toeschouwers: 4.000 Scheidsrechter: Rune Larsson (SWE) |

|                       |            |     |                |                                                                                        |
| 15 oktober 1987 17:00 | Schotland  | 1–1 | Bahrein        | Estadio Playa Ancha, Valparaíso Toeschouwers: 3.000 Scheidsrechter: Badou Jasseh (GAM) |
| 15 oktober 1987 17:00 | Nisbet 76' |     | Al Kharraz 24' | Estadio Playa Ancha, Valparaíso Toeschouwers: 3.000 Scheidsrechter: Badou Jasseh (GAM) |

|                       |                                |     |         |                                                                                          |
| 17 oktober 1987 17:00 | Duitse Democratische Republiek | 2–0 | Bahrein | Estadio Playa Ancha, Valparaíso Toeschouwers: 2.000 Scheidsrechter: Richard Lorenc (AUS) |
| 17 oktober 1987 17:00 | Liebers 78' Wosz 83'           |     |         | Estadio Playa Ancha, Valparaíso Toeschouwers: 2.000 Scheidsrechter: Richard Lorenc (AUS) |

|                       |                              |     |                   |                                                                                           |
| 18 oktober 1987 17:00 | Schotland                    | 2–2 | Colombia          | Estadio Playa Ancha, Valparaíso Toeschouwers: 5.000 Scheidsrechter: Claude Bouillet (FRA) |
| 18 oktober 1987 17:00 | Wright 61' McLeod 74' (pen.) |     | Guerrero 48', 58' | Estadio Playa Ancha, Valparaíso Toeschouwers: 5.000 Scheidsrechter: Claude Bouillet (FRA) |

### Groep D
| Team             | Ptn | Wed | W | G | V | DV | DT | DS | Resultaat           |
| ---------------- | --- | --- | - | - | - | -- | -- | -- | ------------------- |
| West-Duitsland   | 6   | 3   | 3 | 0 | 0 | 8  | 1  | +7 | Naar de kwartfinale |
| Bulgarije        | 4   | 3   | 2 | 0 | 1 | 3  | 3  | 0  | Naar de kwartfinale |
| Verenigde Staten | 2   | 3   | 1 | 0 | 2 | 2  | 3  | –1 |                     |
| Saoedi-Arabië    | 0   | 3   | 0 | 0 | 3 | 0  | 6  | –6 |                     |

|                       |                  |             |           |                                                                                              |
| 11 oktober 1987 17:00 | Verenigde Staten | 0–1         | Bulgarije | Estadio Regional, Antofagasta Toeschouwers: 18.000 Scheidsrechter: Jean-Fidele Diramba (GAB) |
| 11 oktober 1987 17:00 |                  | Vasilev 26' |           | Estadio Regional, Antofagasta Toeschouwers: 18.000 Scheidsrechter: Jean-Fidele Diramba (GAB) |

|                       |               |                                  |                |                                                                                      |
| 12 oktober 1987 17:00 | Saoedi-Arabië | 0–3                              | West-Duitsland | Estadio Regional, Antofagasta Toeschouwers: 8.000 Scheidsrechter: Carlo Longhi (ITA) |
| 12 oktober 1987 17:00 |               | Epp 6' Strehmel 27' Witeczek 31' |                | Estadio Regional, Antofagasta Toeschouwers: 8.000 Scheidsrechter: Carlo Longhi (ITA) |

|                       |                  |     |               |                                                                                         |
| 14 oktober 1987 17:00 | Verenigde Staten | 1–0 | Saoedi-Arabië | Estadio Regional, Antofagasta Toeschouwers: 5.000 Scheidsrechter: Stjepan Glavina (YUG) |
| 14 oktober 1987 17:00 | Unger 73'        |     |               | Estadio Regional, Antofagasta Toeschouwers: 5.000 Scheidsrechter: Stjepan Glavina (YUG) |

|                       |           |                                   |                |                                                                                             |
| 15 oktober 1987 17:00 | Bulgarije | 0–3                               | West-Duitsland | Estadio Regional, Antofagasta Toeschouwers: 8.000 Scheidsrechter: Enrique Marín Gallo (CHI) |
| 15 oktober 1987 17:00 |           | Witeczek 50' (pen.) Reinhardt 59' |                | Estadio Regional, Antofagasta Toeschouwers: 8.000 Scheidsrechter: Enrique Marín Gallo (CHI) |

|                       |                  |     |                         |                                                                                        |
| 17 oktober 1987 17:00 | Verenigde Staten | 1–2 | West-Duitsland          | Estadio Regional, Antofagasta Toeschouwers: 3.500 Scheidsrechter: Toshikazu Sano (JPN) |
| 17 oktober 1987 17:00 | Constantino 44'  |     | Witeczek 36' Möller 73' | Estadio Regional, Antofagasta Toeschouwers: 3.500 Scheidsrechter: Toshikazu Sano (JPN) |

|                       |                              |     |               |                                                                                    |
| 18 oktober 1987 17:00 | Bulgarije                    | 2–0 | Saoedi-Arabië | Estadio Regional, Antofagasta Toeschouwers: 8.000 Scheidsrechter: Yi-Fa Chow (TPE) |
| 18 oktober 1987 17:00 | Slavtchev 31' Kalaydjiev 37' |     |               | Estadio Regional, Antofagasta Toeschouwers: 8.000 Scheidsrechter: Yi-Fa Chow (TPE) |

## Knock-outfase
|  | kwartfinale                    | kwartfinale                    |                       |       | halve finale          | halve finale                   |       |  | finale | finale |
|  |                                |                                |                       |       |                       |                                |       |  |        |        |
|  | 21 oktober – Santiago          |                                |                       |       |                       |                                |       |  |        |        |
|  |                                |                                |                       |       |                       |                                |       |  |        |        |
|  | Joegoslavië                    | 2                              |                       |       |                       |                                |       |  |        |        |
|  | Joegoslavië                    | 2                              | 23 oktober – Santiago |       |                       |                                |       |  |        |        |
|  | Brazilië                       | 1                              |                       |       |                       |                                |       |  |        |        |
|  | Brazilië                       | 1                              | Joegoslavië           | 2     |                       |                                |       |  |        |        |
|  | 21 oktober – Valparaíso        |                                | Joegoslavië           | 2     |                       |                                |       |  |        |        |
|  |                                | Duitse Democratische Republiek | 1                     |       |                       |                                |       |  |        |        |
|  | Duitse Democratische Republiek | Duitse Democratische Republiek | 1                     | 2     |                       |                                |       |  |        |        |
|  | Duitse Democratische Republiek |                                | 25 oktober – Santiago | 2     |                       |                                |       |  |        |        |
|  | Bulgarije                      | 0                              |                       |       |                       |                                |       |  |        |        |
|  | Bulgarije                      | 0                              | Joegoslavië           | 1 (5) |                       |                                |       |  |        |        |
|  | 21 oktober – Concepción        |                                | Joegoslavië           | 1 (5) |                       |                                |       |  |        |        |
|  |                                | West-Duitsland                 | 1 (4)                 |       |                       |                                |       |  |        |        |
|  | Italië                         | West-Duitsland                 | 1 (4)                 | 0     |                       |                                |       |  |        |        |
|  | Italië                         | 23 oktober – Concepción        |                       | 0     |                       |                                |       |  |        |        |
|  | Chili                          | 1                              |                       |       |                       |                                |       |  |        |        |
|  | Chili                          | 1                              | Chili                 | 0     | derde plaats          | derde plaats                   |       |  |        |        |
|  | 21 oktober – Antofagasta       |                                | Chili                 | 0     | derde plaats          | derde plaats                   |       |  |        |        |
|  |                                | West-Duitsland                 | 4                     |       | 25 oktober – Santiago | 25 oktober – Santiago          |       |  |        |        |
|  | Schotland                      | West-Duitsland                 | 4                     | 1 (3) | 25 oktober – Santiago | 25 oktober – Santiago          |       |  |        |        |
|  | Schotland                      |                                |                       |       |                       | Duitse Democratische Republiek | 1 (3) |  |        |        |
|  | West-Duitsland                 | 1 (4)                          |                       |       |                       | Duitse Democratische Republiek | 1 (3) |  |        |        |
|  | West-Duitsland                 | 1 (4)                          | Chili                 | 1 (1) |                       |                                |       |  |        |        |
|  |                                |                                | Chili                 | 1 (1) |                       |                                |       |  |        |        |

### Kwartfinale
|                       |        |                 |       |                                                                                       |
| 21 oktober 1987 16:15 | Italië | 0–1             | Chili | Estadio Municipal, Concepción Toeschouwers: 35.000 Scheidsrechter: Rune Larsson (SWE) |
| 21 oktober 1987 16:15 |        | Pino 73' (pen.) |       | Estadio Municipal, Concepción Toeschouwers: 35.000 Scheidsrechter: Rune Larsson (SWE) |

|                       |                                |     |           |                                                                                      |
| 21 oktober 1987 16:15 | Duitse Democratische Republiek | 2–0 | Bulgarije | Estadio Playa Ancha, Valparaíso Toeschouwers: 3.000 Scheidsrechter: Allan Gunn (ENG) |
| 21 oktober 1987 16:15 | Steinmann 70' (pen.) Wosz 83'  |     |           | Estadio Playa Ancha, Valparaíso Toeschouwers: 3.000 Scheidsrechter: Allan Gunn (ENG) |

|                       |                             |                       |                      |                                                                                             |
| 21 oktober 1987 16:15 | West-Duitsland Reinhardt 8' | 1–1 (n.v.) (4–3 pen.) | Schotland Nisbet 45' | Estadio Regional, Antofagasta Toeschouwers: 4.000 Scheidsrechter: Juan Carlos Loustau (ARG) |
| 21 oktober 1987 16:15 |                             |                       |                      | Estadio Regional, Antofagasta Toeschouwers: 4.000 Scheidsrechter: Juan Carlos Loustau (ARG) |

|                       |                              |     |             |                                                                                              |
| 21 oktober 1987 19:15 | Joegoslavië                  | 2–1 | Brazilië    | Estadio Nacional, Santiago Toeschouwers: 60.000 Scheidsrechter: Emilio Soriano Aladrén (ESP) |
| 21 oktober 1987 19:15 | Mijatović 52' Prosinečki 89' |     | Alcindo 44' | Estadio Nacional, Santiago Toeschouwers: 60.000 Scheidsrechter: Emilio Soriano Aladrén (ESP) |

### Halve finale
|                       |       |                                              |                |                                                                                          |
| 23 oktober 1987 16:15 | Chili | 0–4                                          | West-Duitsland | Estadio Municipal, Concepción Toeschouwers: 36.000 Scheidsrechter: Claude Bouillet (FRA) |
| 23 oktober 1987 16:15 |       | Eichenauer 9' Dammeier 15' Witeczek 36', 69' |                | Estadio Municipal, Concepción Toeschouwers: 36.000 Scheidsrechter: Claude Bouillet (FRA) |

|                       |                      |     |                                |                                                                                      |
| 23 oktober 1987 19:15 | Joegoslavië          | 2–1 | Duitse Democratische Republiek | Estadio Nacional, Santiago Toeschouwers: 35.000 Scheidsrechter: Richard Lorenc (AUS) |
| 23 oktober 1987 19:15 | Štimac 30' Šuker 70' |     | Sammer 49'                     | Estadio Nacional, Santiago Toeschouwers: 35.000 Scheidsrechter: Richard Lorenc (AUS) |

### Troostfinale
|                       |                                           |                       |                    |                                                                                      |
| 25 oktober 1987 15:00 | Duitse Democratische Republiek Kracht 73' | 1–1 (n.v.) (3–1 pen.) | Chili González 84' | Estadio Nacional, Santiago Toeschouwers: 65.000 Scheidsrechter: Arnaldo Coelho (BRA) |
| 25 oktober 1987 15:00 |                                           |                       |                    | Estadio Nacional, Santiago Toeschouwers: 65.000 Scheidsrechter: Arnaldo Coelho (BRA) |

### Finale
|                       |                                        |            |                                             |                                                                                           |
| 25 oktober 1987 18:00 | Joegoslavië                            | 1–1 (n.v.) | West-Duitsland                              | Estadio Nacional, Santiago Toeschouwers: 65.000 Scheidsrechter: Juan Carlos Loustau (ARG) |
| 25 oktober 1987 18:00 | Boban 85'                              |            | Witeczek 87' (pen.)                         | Estadio Nacional, Santiago Toeschouwers: 65.000 Scheidsrechter: Juan Carlos Loustau (ARG) |
| 25 oktober 1987 18:00 | Strafschoppen                          |            |                                             | Estadio Nacional, Santiago Toeschouwers: 65.000 Scheidsrechter: Juan Carlos Loustau (ARG) |
| 25 oktober 1987 18:00 | Pavličić Šuker Brnović Zirojević Boban | 5–4        | Witeczek Strehmel Luginger Spyrka Reinhardt | Estadio Nacional, Santiago Toeschouwers: 65.000 Scheidsrechter: Juan Carlos Loustau (ARG) |